# Edizione (azienda)
Edizione S.p.A. è una holding finanziaria italiana, controllata interamente dalla famiglia Benetton, a cui fanno capo le principali partecipazioni della famiglia, dalle concessioni autostradali all'abbigliamento, dalla ristorazione veloce alle infrastrutture digitali, fino al settore immobiliare e agricolo.
È l'azionista di maggioranza di Mundys (ex Atlantia), a cui fanno capo Abertis, Telepass ed Aeroporti di Roma, ed è l'azionista di riferimento di Avolta (che possiede Autogrill), oltre a possedere interamente Benetton Group. Ha anche partecipazioni rilevanti in Assicurazioni Generali, Mediobanca e Cellnex Telecom.

## Storia
Nel 1981, i fratelli Luciano, Gilberto, Giuliana e Carlo Benetton, già fondatori dell'omonima azienda tessile, fondano la holding familiare "Ragione di Gilberto Benetton e C. s.n.c.", nella quale conferiscono la totalità delle quote del gruppo Benetton.
Con lo scopo di diversificare gli investimenti della famiglia, nel 1986 la società vende una quota di minoranza della Benetton, attraverso il collocamento alla Borsa di Milano. Nel 1991 Edizione acquista la Compañia de Tierras Sud Argentino S.A., azienda agricola che si occupa principalmente nell’allevamento di bestiame e nella produzione di lana, con oltre 940.000 ettari di terreno. A partire dal 1992, il gruppo Edizione investe in alcuni fondi di 21 Investimenti (poi 21 Invest), società di asset management fondata da Alessandro Benetton.
Con la privatizzazione dell'IRI, nel 1995 Edizione guida una cordata di azionisti, che comprende anche Leonardo Finanziaria (famiglia Leonardo Del Vecchio), la finanziaria svizzera Mövenpick e Crediop, per comprare una partecipazione di controllo nella SME, acquisendo così il controllo di Autogrill e dei Supermercati GS. L'anno successivo, nel 1996, Autogrill viene quotata alla Borsa di Milano.
Dopo la ristrutturazione del gruppo avvenuta nella seconda metà del 2007, Edizione Holding risultava essere una delle due holding controllate dalla famiglia Benetton attraverso la società in accomandita per azioni Ragione di Gilberto Benetton & C sapa.
Dal 1º gennaio 2009, Edizione Holding S.p.A. e Sintonia S.p.A., sono state incorporate in Ragione S.A.P.A., che si è trasformata in Edizione Srl.
I quattro rami della famiglia Benetton sono i proprietari della holding con una quota paritaria (25%), utilizzando le seguenti casseforti: Evoluzione, Proposta, Regia e Ricerca che sono i soci di Edizione.
Dopo la morte nel 2018 di due dei fratelli (Carlo e Gilberto) si pone il problema di trovare una intesa nella soluzione della leadership tenendo conto che sono 14 i componenti della seconda generazione Benetton e si fa avanti anche la terza. Solo Luciano ha già individuato da tempo il proprio successore (il figlio Alessandro), gli altri hanno diviso le quote in parti uguali tra i figli.  Nel giugno 2019 l'assemblea nomina presidente Gianni Mion (un ritorno il suo: è stato nel gruppo dal 1986 con una interruzione dal 2016 al 2019) mentre esce l'ad Marco Patuano (lascia anche Autogrill e Atlantia). Facevano parte del Cda: il presidente Gianni Mion, Christian Benetton, Franca Bertagnin Benetton, Sabrina Benetton, Carlo Bertazzo, Fabio Cerchiai, Giovanni Costa.
Nel novembre 2020 Mion (intercettato nell'ambito dell'inchiesta sul crollo del ponte Morandi di Genova nell'agosto 2018 mentre diceva che "le manutenzioni le abbiamo fatte in calando, così più utili e Gilberto e la famiglia erano contenti") viene dimissionato e al suo posto è nominato Enrico Laghi, ex commissario dell'Ilva e dell'Alitalia, per condurre le difficili trattative finali con Cdp sulla cessione di Autostrade per l'Italia.
Il 31 maggio 2021 l'assemblea societaria di Atlantia ha deliberato (con l'88,06% di soci favorevoli) la vendita di Autostrade per l'Italia ad una cordata guidata dal gruppo Cassa depositi e prestiti. Il prezzo è di 9,1 miliardi.
Nel gennaio del 2022 Alessandro Benetton diventa presidente di Edizione che si trasforma in una Società per azioni. Nel 2025 il Cda di Edizione è composto da: Alessandro Benetton, Presidente, Christian Benetton, Carlo Bertagnin Benetton ed Ermanno Boffa quali consiglieri della famiglia Benetton, e i consiglieri indipendenti Vittorio Pignatti, Irene Boni, Laura Zanetti e Annachiara Svelto.

## Portafoglio partecipazioni

### Tessile e abbigliamento
- 100% di Benetton Group.[18]
- 100% di Olimpias Group.[19]

### Immobiliare e agricolo
- 100% di Schema41
  - 100% di Maccarese SpA
  - 100% di Cia de tierras sudargentinas sa
  - 100% di Ganadera Condor
- 100% di Edizione Property.
  - 100% di Edizione Alberghi

### Infrastrutture e servizi
- 100% di Sintonia spa (ex Sintonia SA) subholding che possiede:
  - 57% di Mundys[20]
    - 50% di Abertis
    - 99,4% di Aeroporti di Roma
    - 40% dell'Aeroporto di Nizza Costa Azzurra
    - 15,49% di Getlink Eurotunnel
    - 100% di ConnecT
      - 12% di Cellnex[16]

### Istituzioni finanziarie
- 100% di Schema33
  - 3,97% di Assicurazioni Generali
  - 2,1% di Mediobanca[21]

### Vecchie partecipazioni
- 50,1% di Autogrill che a sua volta controlla il 100% di HMS Host Corp;
- 50,1% di World Duty Free

- 4,7% di Pirelli & C.;
- 5,1% di Rcs MediaGroup;
- 2,24% di Caltagirone Editore;
- 2,00% di Il Sole 24 Ore;
- 1,93% di Banca Leonardo.

## Dati economici
Nel 2024 Edizione Spa ha registrato ricavi per 10,1 miliardi di euro e un valore netto delle attività (NAV) di 13,2 miliardi di euro.